# Szigetújfalu
Szigetújfalu (svábul: Ujfluch, németül: Inselneudorf) község Pest vármegyében, a Ráckevei járásban.

## Fekvése
Az észak-déli irányban közel 50 kilométer hosszan elnyúló, keresztirányban viszont alig néhány kilométer széles Csepel-sziget középső részén, annak a nyugati felében található, a Duna főága mellett. A szomszédos települések: északkelet felől Szigetcsép, kelet felől Szigetszentmárton, dél felől Ráckeve, nyugat felől pedig a folyó túlpartján fekvő Ercsi.

### Megközelítése
A településen végighalad, annak főutcájaként észak-déli irányban a Csepel-sziget fő gerincútjának számító 5101-es út, ezen érhető el Budapest és az M0-s autóút irányából éppúgy, mint Ráckeve, illetve az 51-es főút kiskunlacházai szakasza felől is.
Ercsivel kompjárat köti össze, melynek felhajtójához az 51 305-ös számú mellékúton lehet eljutni.
A MÁV vasútvonalai közül egy sem érinti a települést (mint ahogy az egész Csepel-szigetet sem), a budapesti HÉV-vonalak közül viszont a H6-os HÉV keresztezi a község keleti határszélét. Megállója nincs a vonalnak Szigetújfalu területén, a legközelebbi HÉV-csatlakozási lehetőség Szigetszentmárton-Szigetújfalu megállóhely a központtól mintegy 2 kilométerre keletre.

## Története
Szigetújfalu (Újfalu, Nova Villa) nevét 1252-ben említette először oklevél, IV. Béla a királyné új falujában 1252. augusztus 10-én kiadott oklevelében. IV. Béla király innen Fehérvárra ment, ahol ezt az oklevelet augusztus 21-én átírták.
1303-ban Ábrahámtelke (Cseketelke) határosának írták.
1910-ben 1781 lakosából 157 magyar, 1624 német volt. Ebből 1769 volt római katolikus.
A 20. század elején Pest-Pilis-Solt-Kiskun vármegye Ráczkevei járásához tartozott.

## Közélete

### Polgármesterei
- 1990–1994: Varga József (független)[3]
- 1994–1998: Varga József (független)[4]
- 1998–2002: Varga József (független)[5]
- 2002–2006: Varga József (független)[6]
- 2006–2010: Varga József (független)[7]
- 2010–2014: Paulheim Vilmos (független)[8]
- 2014–2019: Paulheim Vilmos (független)[9]
- 2019–2024: Paulheim Vilmos (független)[10]
- 2024–2025: Taligás Károly (független)[1]

2025. szeptember 7-én időközi polgármester-választást kell majd tartani a településen, az előző polgármester néhány hónappal korábban bejelentett lemondása miatt. A helyi képviselő-testület május 21-én a Facebookon kiadott közleményben jelentette be, hogy Taligás Károly polgármesteri megbízatása május 14-én megszűnt; a bejelentéshez az okokkal kapcsolatban semmi egyebet nem fűztek hozzá, de a lemondás összefügghet azzal, hogy Taligás két hónappal korábban halálos balesetet okozott a településen és felmerült esetében az ittasság gyanúja is.

## Népesség
A település népességének változása:
| Lakosok száma | 1957 | 1945 | 1965 | 2061 | 2207 | 2183 | 2167 |
|               | 2013 | 2014 | 2018 | 2021 | 2022 | 2023 | 2024 |

A 2011-es népszámlálás során a lakosok 88,6%-a magyarnak, 14,1% németnek, 0,4% románnak mondta magát (11,3% nem nyilatkozott; a kettős identitások miatt a végösszeg nagyobb lehet 100%-nál). A vallási megoszlás a következő volt: római katolikus 47,7%, református 10,6%, evangélikus 0,3%, görögkatolikus 1%, felekezeten kívüli 16,6% (22,4% nem nyilatkozott).
2022-ben a lakosság 89%-a vallotta magát magyarnak, 6% németnek, 0,6% cigánynak, 0,2% örménynek, 0,1-0,1% szlováknak, ukránnak, horvátnak és románnak, 2,2% egyéb, nem hazai nemzetiségűnek (10,9% nem nyilatkozott; a kettős identitások miatt a végösszeg nagyobb lehet 100%-nál). Vallásuk szerint 27,1% volt római katolikus, 8,7% református, 1% görög katolikus, 0,2% evangélikus, 1,4% egyéb keresztény, 0,8% egyéb katolikus, 16% felekezeten kívüli (44,5% nem válaszolt).

## Nevezetességei
- A faluban élt Tkálecz Vilmos, a Vendvidéki Köztársaság hajdani vezetője

## Képgaléria

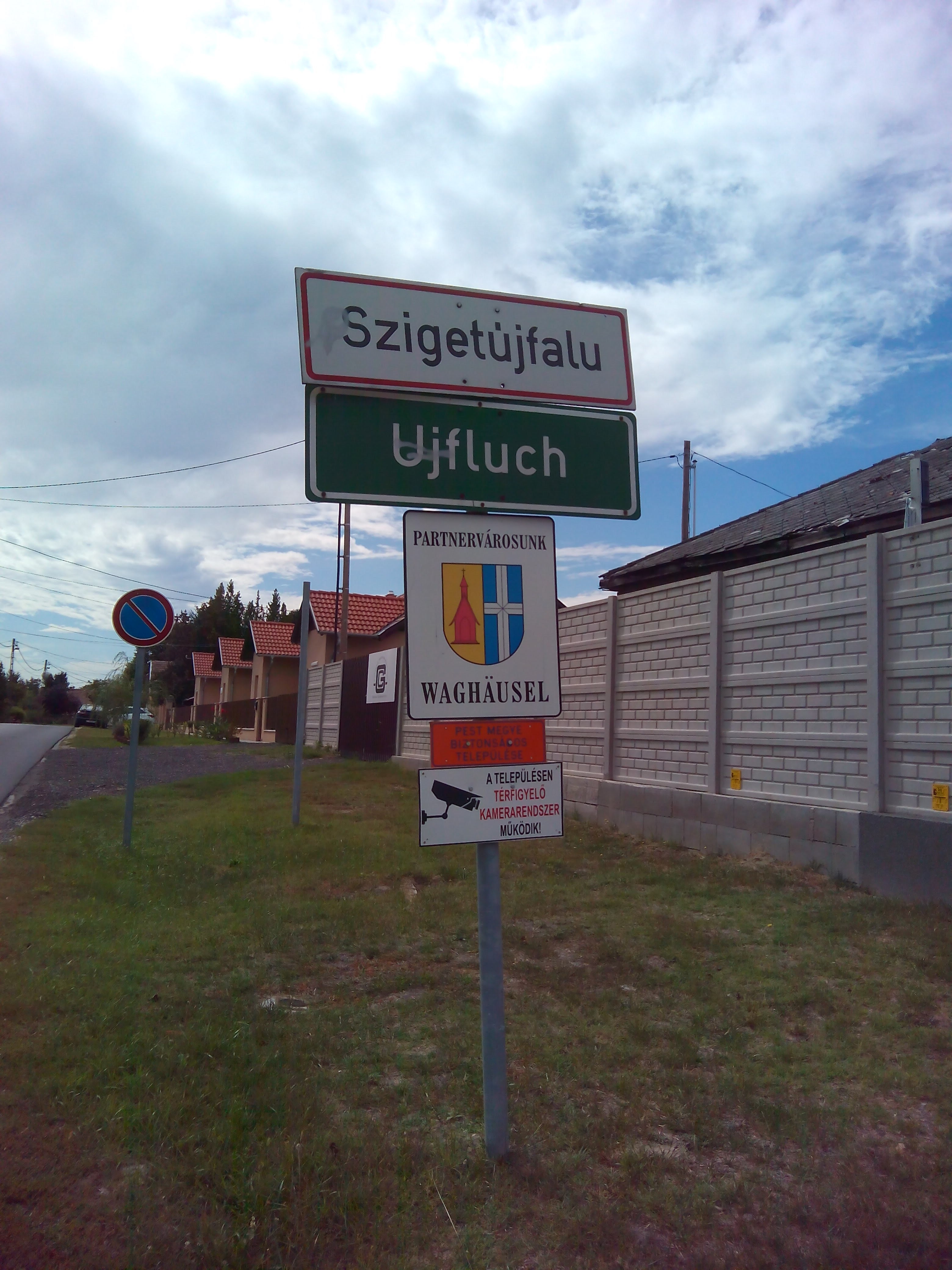
Kétnyelvű helységnévtábla
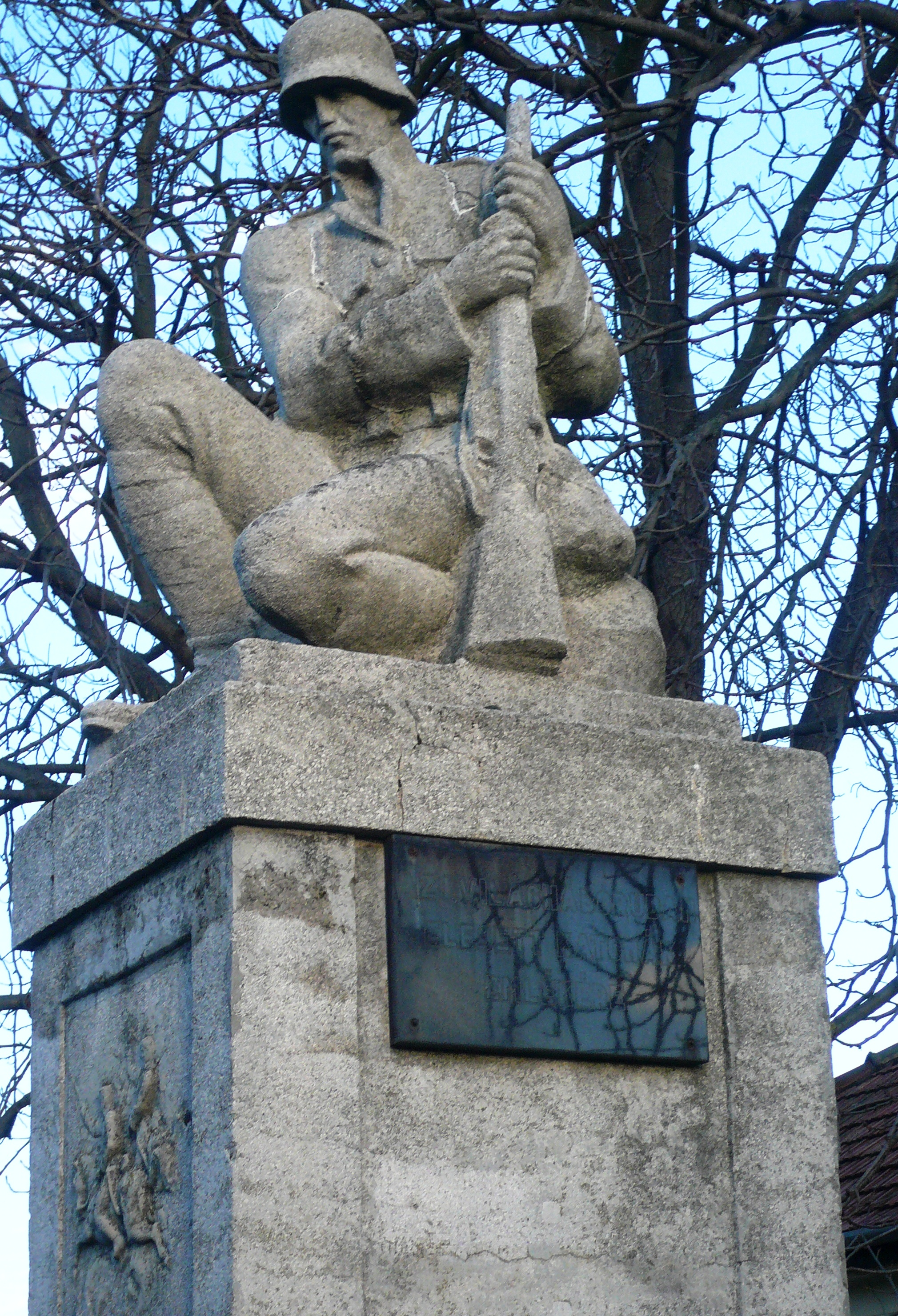
I. világháborús emlékmű
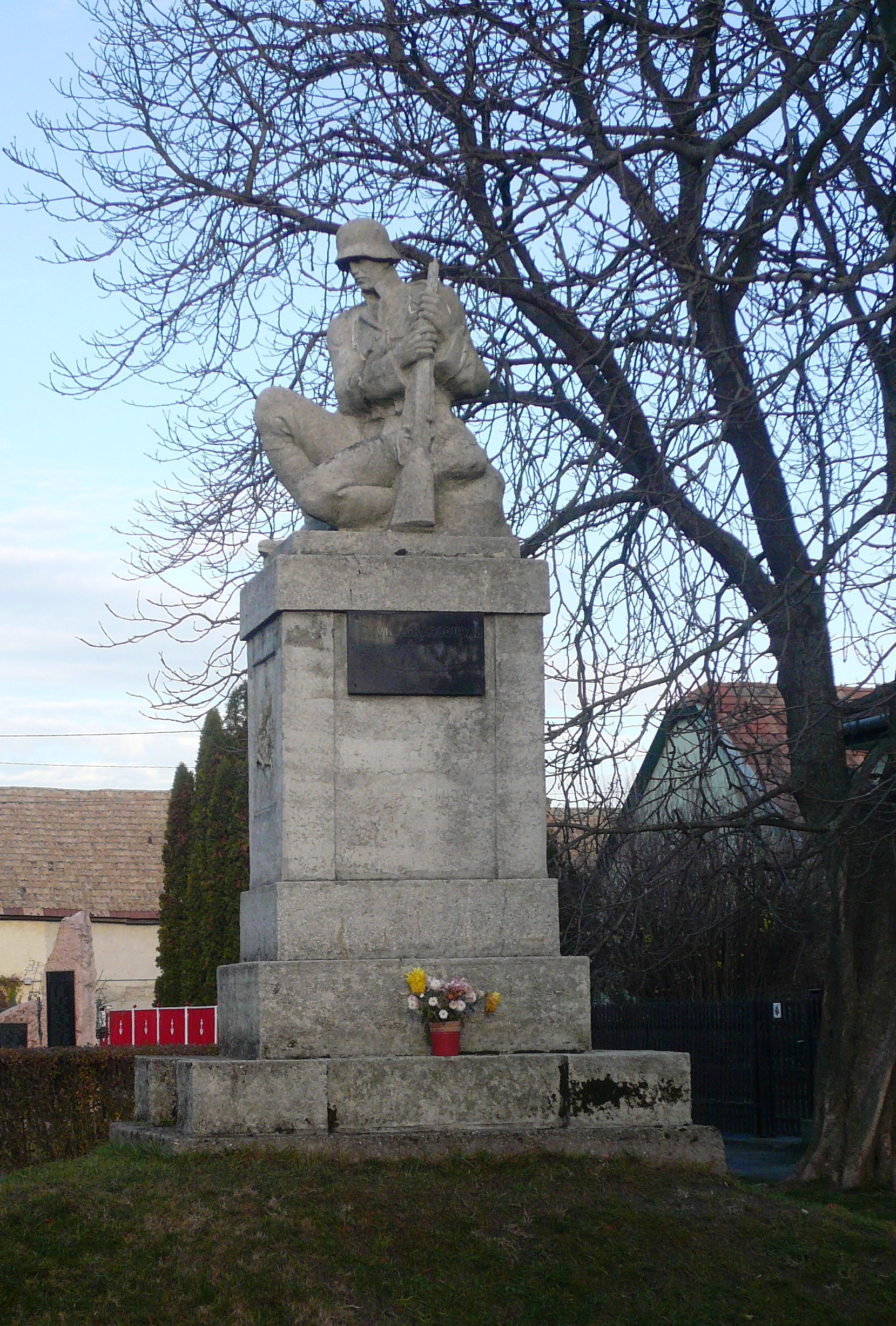
I. világháborús emlékmű
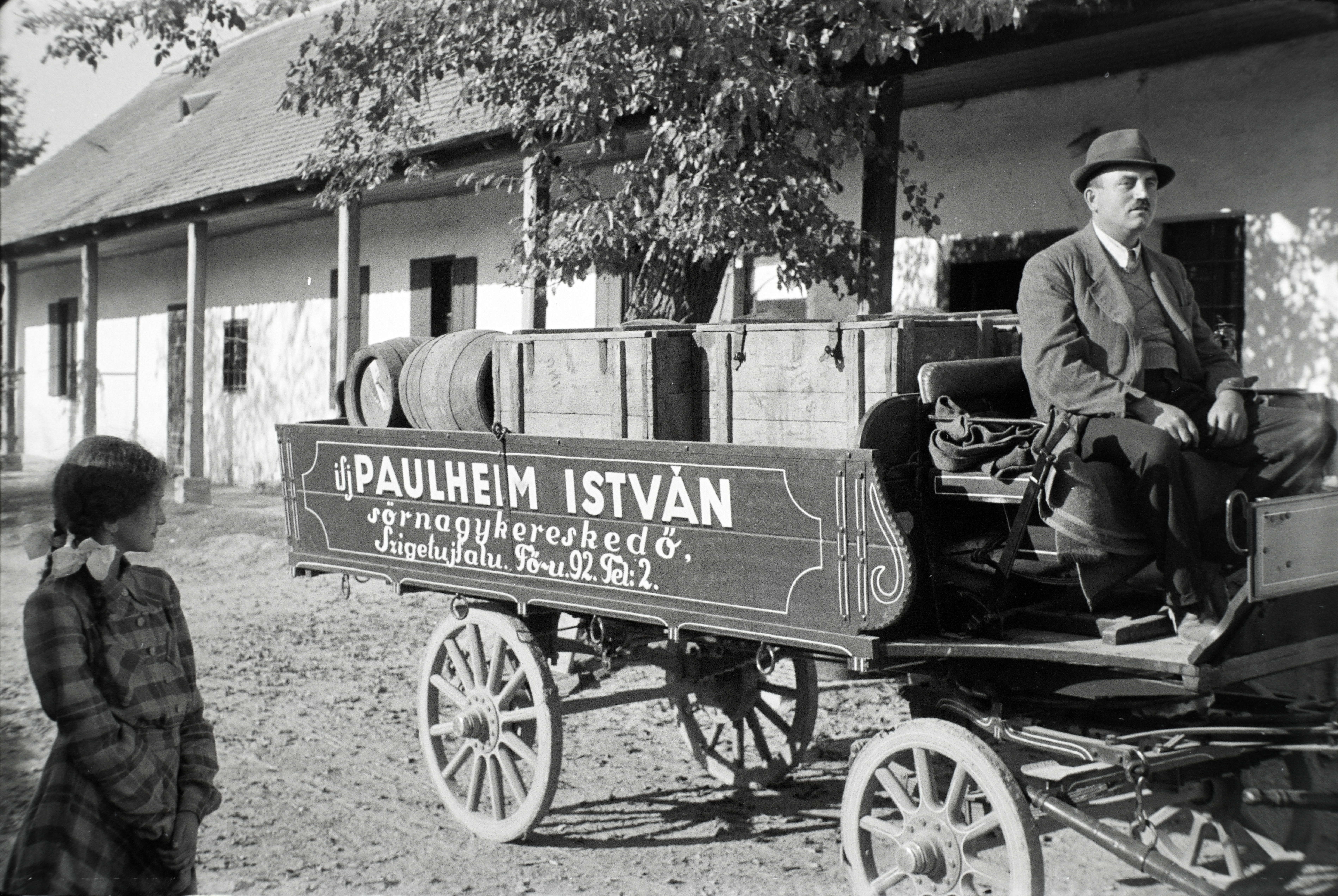
Miklós Lajos kocsigyára által készített sörszállító kocsi.

## Testvértelepülései
- Waghäusel, Németország[14]